# Mouvement Congolais pour la Démocratie et le Développement Intégral
Das Mouvement Congolais pour la Démocratie et le Développement Intégral (MCDDI, deutsch: Kongolesische Bewegung für Demokratie und gesamtheitliche Entwicklung) ist eine liberale Partei in der Republik Kongo.
Die Partei wurde 1989 oder 1990 durch Bernard Kolélas gegründet. Prinzipien sind "Gerechtigkeit, Arbeit und Brüderlichkeit" mit dem Ziel "ein starkes und geeintes Kongo zu schaffen". Nach dem Tod von Bernard Kolélas 2009 übernahm sein Sohn,  Guy Brice Parfait Kolélas, zunächst interimsweise, dann 2012 offiziell die Führung der Partei.
Die Partei gewann bei der Parlamentswahl 2012 insgesamt 7 der 136 Sitze. Nach einer Studie der Bertelsmann-Stiftung 2014 arbeitete die Partei mit der kongolesischen Regierungspartei PCT zusammen. 2016 nahm Guy Brice Parfait Kolélas an der Präsidentschaftswahl in der Republik Kongo 2016 teil; er unterlag dem Amtsinhaber.